# Madison Eagles
Alexandra Ford (Sídney, 5 de junio de 1984), más conocida por su nombre en el ring de Madison Eagles, es una luchadora profesional australiana.

## Primeros años
El padre de Ford, Graham, era el director de Surf Life Saving Australia. Asistió a la escuela St Catherine's, en Waverley, suburbio de Sídney, donde participó en atletismo, gimnasia y buceo.

## Carrera profesional

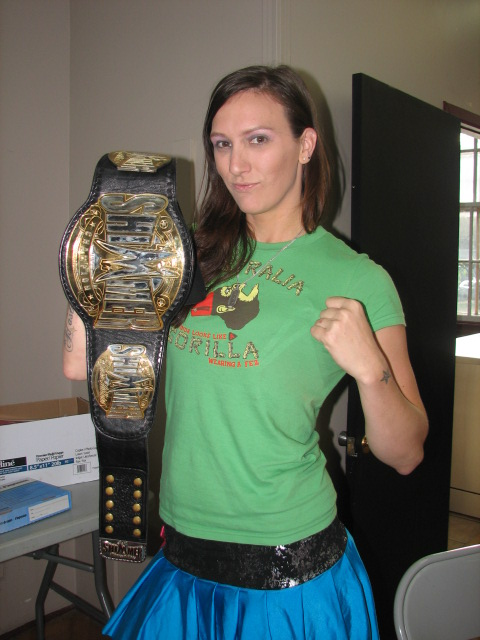
Madison Eagles en 2011 como campeona del "Shimmer Championship".

### Comienzos
A la edad de 17 años, Eagles comenzó su entrenamiento profesional de lucha libre en International Wrestling Australia (IWA), en su escuela de formación a mediados de 2001.
Eagles debutó poco después como ayudante de A.J. Freeley en la IWA. Eagles tuvo su primer combate oficial en noviembre de ese año, contra Katherine Nixxon. Eagles fue cuatro veces campeona femenina de la IWA. En 2003, Eagles viajó a Estados Unidos con el entrenador y propietario de la IWA, Mark Mercedes. Compitió en una prueba en Ohio Valley Wrestling (OVW), un antiguo territorio de desarrollo de World Wrestling Entertainment (WWE). Durante su estancia en OVW, Eagles entrenó junto a luchadores como Christopher Daniels, Elijah Burke y Jillian Hall. Durante su estancia en Estados Unidos, Eagles luchó para la Heartland Wrestling Association (HWA), la Cleveland All Pro Wrestling (CAPW) y la USA Pro. En diferentes momentos de su carrera, Eagles entrenó en la Chikara Wrestle Factory de Filadelfia, en la escuela de Ring of Honor (ROH) y en la escuela de la PWA en Sídney (Australia).

### Pro Wrestling Women's Alliance
En 2007, Eagles y su marido Ryan Eagles fundaron la Pro Wrestling Alliance Elite, que más tarde se convirtió en la Pro Wrestling Alliance Australia (conocida como PWA), y una promoción de lucha libre exclusivamente femenina, la Pro Wrestling Women's Alliance (PWWA). Las promociones se crearon a raíz de que Eagles abriera una escuela de lucha libre profesional, con el objetivo de animar a las luchadoras australianas a viajar entre los estados del país. Ella mismamente ha ostentado el campeonato de la PWWA.
La PWWA funcionó desde 2007 hasta alrededor de 2013, cuando se celebró el último evento femenino registrado. Fue la única promoción de lucha libre femenina en Australia.

### Aparición internacional (2008–2011)
De 2008 a 2011, Eagles luchó en otras promociones de lucha libre, incluyendo las promociones estadounidenses Ring of Honor, Chikara, Combat Zone Wrestling y New England Championship Wrestling. También ha luchado en Canadá para NCW Femmes Fatales, y en Japón para el evento Joshi 4 Hope.

### Shimmer Women Athletes

#### Formando equipo con Jessie McKay (2008–2009)
Eagles comenzó a luchar en la promoción estadounidense exclusivamente femenina Shimmer Women Athletes en octubre de 2008, donde debutó en el Volumen 21 junto a Jessie McKay como "The Pink Ladies"; participaron en un combate para coronar a las primeras Shimmer Tag Team Champions, pero fueron el primer equipo eliminado. El primer combate individual de Eagles en Shimmer la hizo perder ante Sara Del Rey en el Volumen 23.

#### Campeona con Shimmer (2010–2012)
En el Volumen 30, Eagles derrotó a Cheerleader Melissa para convertirse en la aspirante número uno al Campeonato Shimmer y pasó a derrotar a la campeona MsChif para hacerse con el título el 11 de abril de 2010 en el Volumen 31. Eagles pasó a acumular nueve defensas exitosas del título contra varias luchadoras como Cheerleader Melissa, Ayumi Kurihara, Jessie McKay, Mercedes Martinez, Ayako Hamada, Serena Deeb y Hiroyo Matsumoto, así como a defender el título por primera vez en PWWA y a retenerlo con éxito contra McKay y Nicole Matthews en un combate de triple amenaza.
El 2 de octubre de 2011 en el Volumen 43, Eagles hizo equipo con Sara Del Rey en un intento fallido contra Hamada y Kurihara por el Shimmer Tag Team Championship. Más tarde esa noche, en el Volumen 44, Eagles se enfrentó a Melissa en una revancha por el Campeonato Shimmer, que ganó Melissa, poniendo fin al reinado de Eagles en 539 días.
Después de las grabaciones de Shimmer, Eagles luchó en un combate ese mismo mes y sufrió una lesión de rodilla que puso en peligro su carrera debido a un mal aterrizaje después de saltar de las cuerdas. Más tarde, Eagles fue galardonada con el primer puesto en el ranking de las 50 mejores luchadoras femeninas de la revista Pro Wrestling Illustrated en 2011, a pesar de que Eagles no luchaba para las mayores promociones de lucha libre estadounidenses, como World Wrestling Entertainment o Total Nonstop Action Wrestling.

#### Regreso y participación en varios equipos (2012–2014)
En enero de 2013, Eagles regresó al cuadrilátero después de estar ausente por una lesión y dar a luz a su tercer hijo. Tres meses más tarde, el 6 de abril en el Volumen 53 en Nueva Jersey, en su regreso a Shimmer, Eagles derrotó a su protegida y antigua compañera de tag team, Jessie McKay. En el Volumen 54, Eagles compitió en un combate fatal four way de contendientes número uno por el Shimmer Championship contra Athena, Courtney Rush y Saraya Knight, que fue ganado por Courtney Rush. 
A lo largo del Volumen 55 y el Volumen 61, Eagles consiguió victorias sobre luchadoras como Kana, Athena, Courtney Rush, Mia Yim, Jessicka Havok e Hikaru Shida, antes de participar en un combate por equipos con Nicole Matthews contra Kellie Skater y Tomoka Nakagawa por el Campeonato Shimmer Tag Team, que perdieron por falta de comunicación. Una semana más tarde, en el Volumen 63, Eagles se rompió la muñeca durante un combate contra Heidi Lovelace, que ganó, pero siguió compitiendo durante la noche en el Volumen 64 en un combate fatal-four way contra Courtney Rush, Evie y Nicole Matthews, que ganó Rush.

#### Segundo campeonato con Shimmer (2015–2016)
El 18 de octubre de 2014, en Volumen 67, Eagles, esta vez trabajando como rostro, regresó tras sufrir una lesión en el brazo y luchó contra Nicole Matthews en un combate sin conteos y sin descalificaciones que terminó en empate. Esa misma noche, en Volume 68, Eagles compitió en un combate fatal de eliminación a cuatro bandas contra Athena, Cheerleader Melissa y Nicole Matthews por el Shimmer Championship que ganó Mathews eliminando en último lugar a Eagles, después de que una distracción proporcionada por la compañera de equipo de Matthews, Portia Perez, la ayudara a golpear a Eagles con una bola de fuego y ganar el título. La disputa entre ambas continuó en el Volumen 69, donde Eagles atacó a Matthews tras su combate con Evie. El 11 de abril de 2015, en el Volumen 73, tras un enfrentamiento entre Eagles y The Canadian NINJAs, Eagles derrotó a Perez en un combate de aspirantes número uno, pero pasó a perder ante Matthews en un combate por el título al día siguiente en el Volumen 74.
Unos meses más tarde, el 10 de octubre, durante las grabaciones de Volumen 76, Eagles compitió sin éxito en una batalla real de aspirantes número uno cuando Matthews y Perez interfirieron. Como resultado, Eagles y Matthews se enfrentaron en un combate sin descalificación en el Volumen 77, en el que Eagles derrotó a Matthews para ganar el Shimmer Championship por segunda vez, lo que supuso un récord. La noche siguiente, en el Volumen 78, Eagles retuvo con éxito su campeonato contra Nicole Savoy. El 26 de junio de 2016, Eagles perdió el título ante el regreso de Mercedes Martinez.

### Shine Wrestling (2013–presente)
Eagles también hizo apariciones esporádicas y participó en Shine Wrestling, con su debut a mediados de abril de 2013 en Shine 9 perdiendo ante Jessicka Havok en un combate de torneo por el Shine Championship. Pocos meses después, en octubre, Eagles volvió a competir en la promoción en un combate contra Amazing Kong, que ganó Kong. En Shine 22, Eagles retó sin éxito a Ivelisse por el Campeonato de Shine. Después de perderse algunos shows, Eagles regresó a Shine y acumuló victorias sobre La Rosa Negra en Shine 26 y Su Yung en Shine 30.

### Otras promociones
Después de volver a la lucha, Eagles pasó a competir por el campeonato de la PWA, así como en la promoción Pacific Pro Wrestling de Australia, donde se convirtió en su campeona femenina inaugural, tras una victoria sobre Toni Storm a mediados de marzo. Eagles retuvo el campeonato contra Shazza McKenzie y Storm, antes de perderlo ante Kellie Skater en septiembre, poniendo fin a su reinado en 189 días. En 2014, Eagles volvió a luchar en Japón con World Wonder Ring Stardom, perdiendo ante Takumi Iroha.

## Vida personal
Ford estuvo casado con el también luchador profesional Ryan Eagles (de nombre real Doug Ryan), y tienen tres hijos.

## Campeonatos y logros
- International Wrestling Australia (IWA)
  - IWA Women's Championship (4 veces)[3]
- New Horizon Pro Wrestling
  - IndyGurlz Australian Championship (1 vez)[44]
  - Global Conflict Shield Tournament (2016, 2018)[45]
- Pacific Pro Wrestling
  - Pacific Women's Championship (1 vez)
- Pro Wrestling Australia
  - PWA Tag Team Championship (1 vez) – con Mick Moretti
- Pro Wrestling Women's Alliance (PWWA)
  - PWWA Championship (1 vez)
- Pro Wrestling Illustrated
  - Posicionada en el nº 1 del top 50 de luchadoras femeninas en el PWI Female 50 en 2011[2][46]
- Shimmer Women Athletes
  - Shimmer Championship (2 veces)[1][33]